# Зальцбург-Умгебунг
Зальцбург-Умгебунг (нем. Bezirk Salzburg-Umgebung) — политический округ в Австрии. Центр округа — город Зальцбург. Округ входит в федеральную землю Зальцбург (административно в состав округа не входит). Занимает площадь 1043,36 км². Плотность населения 129 человек/км².

## Административные единицы

### Городские общины
1. Зекирхен-ам-Валлерзе
2. Ноймаркт-ам-Валлерзе
3. Оберндорф-Зальцбург

### Ярмарочные общины
1. Грёдиг
2. Матзе
3. Обертрум
4. Ойгендорф
5. Тальгау
6. Штрасвальхен

### Общины
1. Аниф
2. Антеринг
3. Бергхайм
4. Берндорф (Зальцбург)
5. Бюрмос
6. Вальс-Зиценхайм
7. Гёминг
8. Гросгмайн
9. Дорфбойерн
10. Зехам
11. Кёстендорф
12. Копль
13. Лампрехтсхаузен
14. Нусдорф-ам-Хаунсберг
15. Плайнфельд
16. Санкт-Георген
17. Санкт-Гильген
18. Фушль-ам-Зе
19. Хальванг
20. Хенндорф-ам-Валлерзе
21. Хинтерзе
22. Хоф (Зальцбург)
23. Шледорф
24. Штробль-ам-Вольфгангзе
25. Эбенау
26. Эликсхаузен
27. Эльсбетен